# Niuguj
Niuguj (ros. Нюгуй) – wieś (ułus) w Rosji, w Buriacji, w rejonie dżydińskim. W 2010 liczyła 311 mieszkańców.